# Sapajus nigritus
Sapajus nigritus là một loài động vật có vú trong họ Cebidae, bộ Linh trưởng. Loài này được Goldfuss mô tả năm 1809.

## Hình ảnh

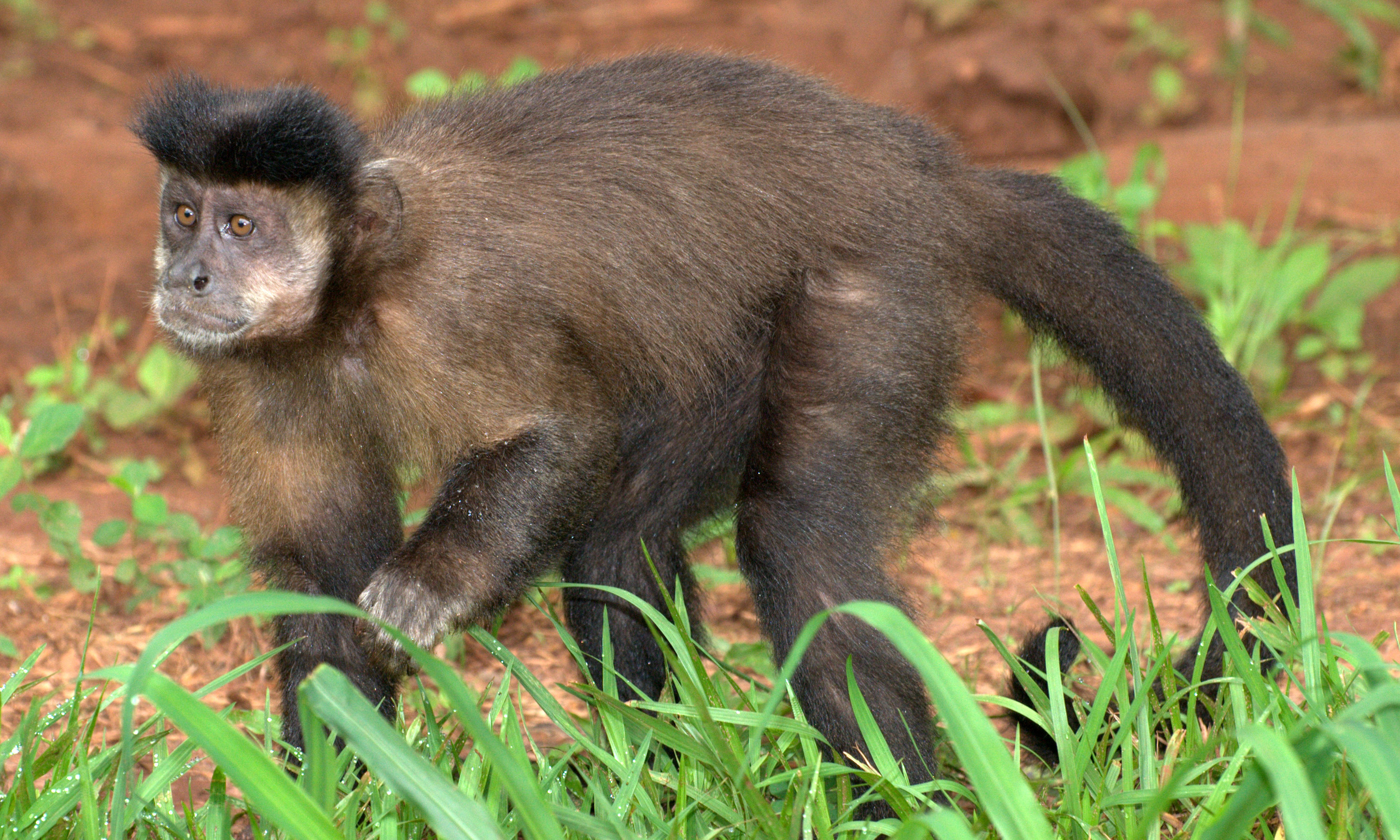
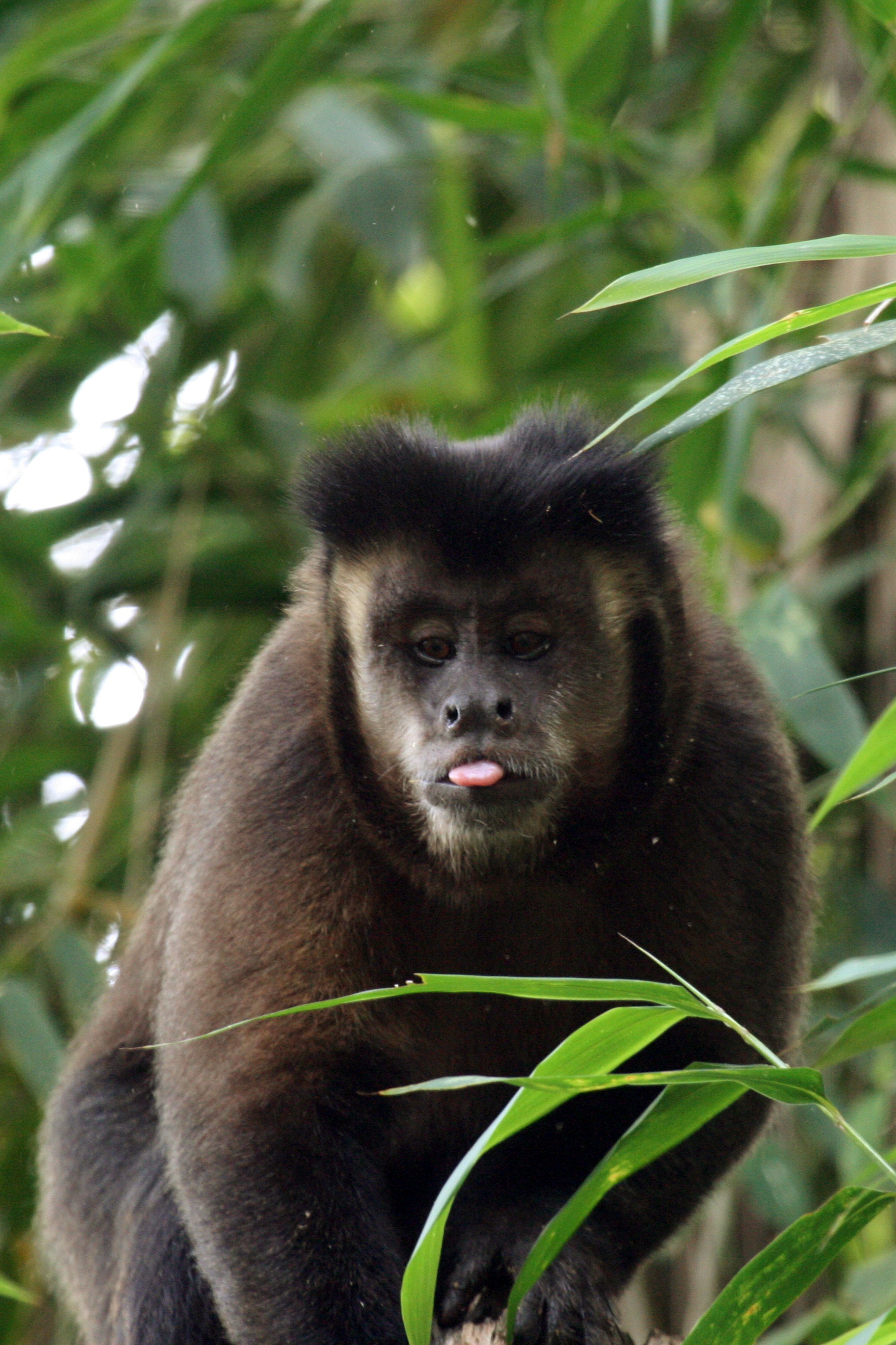
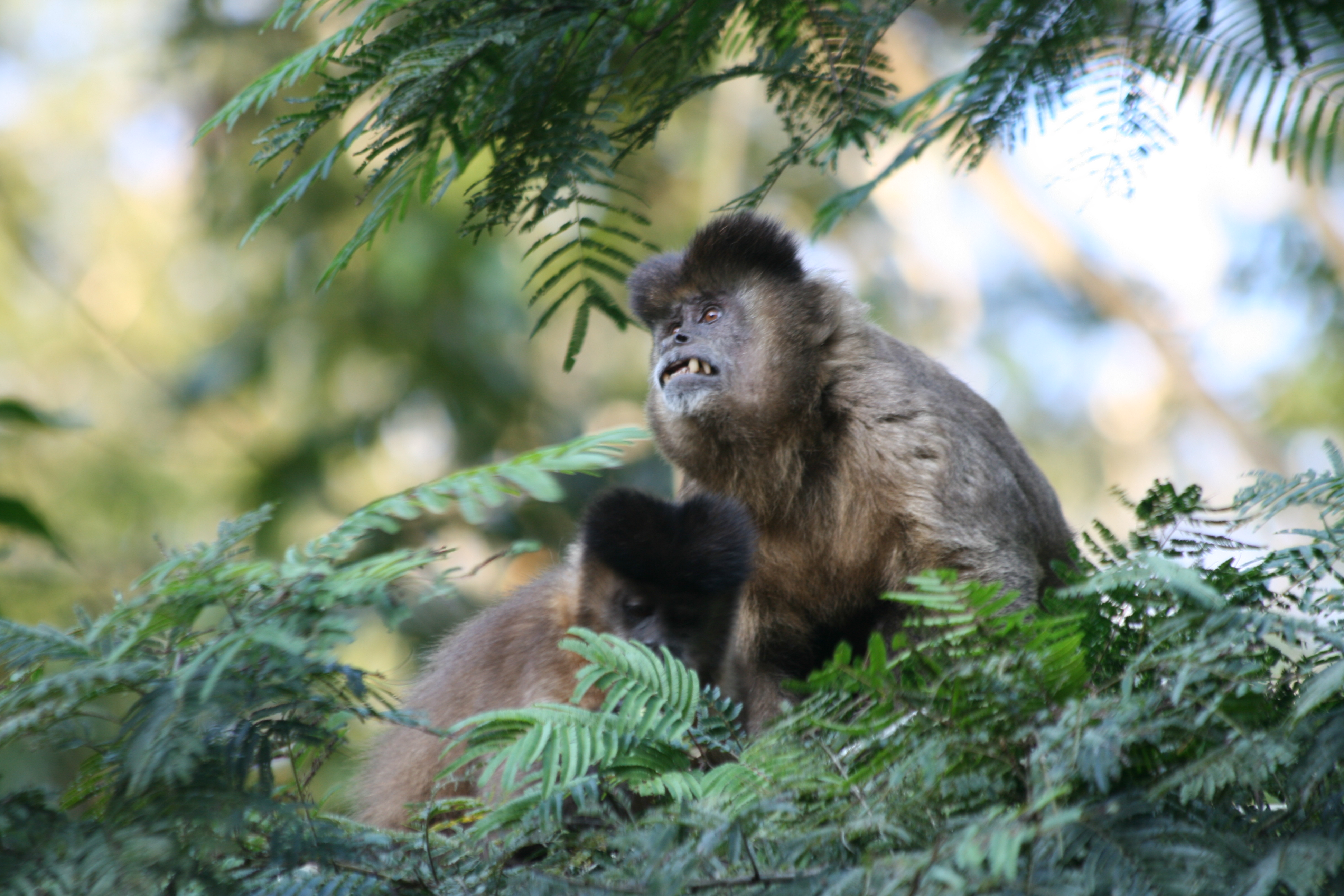
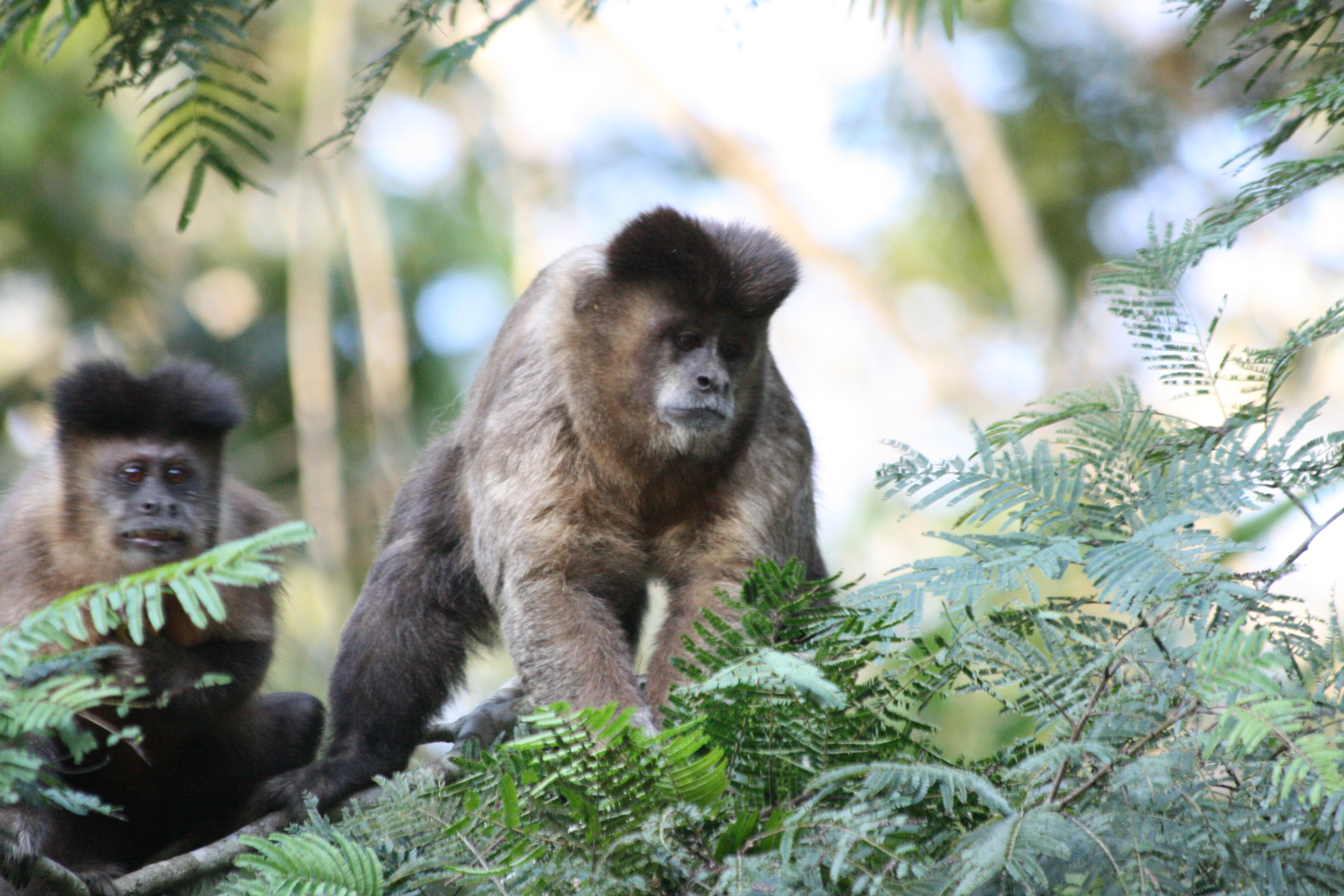